# 충청남도의 마천루 목록
대한민국 충청남도의 마천루 목록이다. 대한민국의 「초고층 및 지하연계 복합건축물 재난관리에 관한 특별법」에 따르면 '초고층 건축물' 이란 층수가 50층 이상 또는 높이가 200m 이상인 건축물을 말한다.

## 마천루 순위
본 목록은 완공되었거나, 상량식을 끝낸 마천루이다.
| 순위 | 이름                                              | 사진 | 위치          | 높이 | 층수 | 완공 연도 | 비고              |
| ---- | ------------------------------------------------- | ---- | ------------- | ---- | ---- | --------- | ----------------- |
| 1    | 천안 펜타포트 103동                               |      | 천안시 서북구 | 239m | 66층 | 2011년    | [ 1 ] [ 2 ] [ 3 ] |
| 2    | 힐스테이트 천안 103동                             |      | 천안시 동남구 | 163m | 47층 | 2021년    | [ 4 ]             |
| 3    | 천안 펜타포트 101동                               |      | 천안시 서북구 | 151m | 45층 | 2011년    | [ 5 ] [ 6 ]       |
| 4    | 천안역사동아라이크텐 104동                        |      | 천안시 서북구 | 149m | 48층 | 2021년    | [ 7 ]             |
| 5=   | 천안아산역 더리브 101동                           |      | 아산시 배방읍 | 145m | 45층 | 2021년    | [ 8 ]             |
| 5=   | 천안아산역 더리브 102동                           |      | 아산시 배방읍 | 145m | 45층 | 2021년    | [ 8 ]             |
| 5=   | 천안아산역 더리브 103동                           |      | 아산시 배방읍 | 145m | 45층 | 2021년    | [ 8 ]             |
| 8=   | 천안 불당 시티프라디움 3차 301동                  |      | 천안시 서북구 | 143m | 47층 | 2018년    | [ 9 ]             |
| 8=   | 천안 불당 시티프라디움 3차 302동                  |      | 천안시 서북구 | 143m | 47층 | 2018년    | [ 10 ]            |
| 8=   | 천안 불당 시티프라디움 3차 303동                  |      | 천안시 서북구 | 143m | 47층 | 2018년    | [ 11 ]            |
| 8=   | 천안 불당 시티프라디움 3차 304동                  |      | 천안시 서북구 | 143m | 47층 | 2018년    | [ 12 ]            |
| 8=   | 천안 불당 시티프라디움 3차 305동                  |      | 천안시 서북구 | 143m | 47층 | 2018년    | [ 13 ]            |
| 8=   | 천안 불당 시티프라디움 3차 306동                  |      | 천안시 서북구 | 143m | 47층 | 2018년    | [ 14 ]            |
| 14   | 천안역사동아라이크텐 103동                        |      | 천안시 서북구 | 143m | 48층 | 2021년    | [ 15 ]            |
| 15=  | 천안 불당 시티프라디움 리더스 4차 401동           |      | 천안시 서북구 | 141m | 47층 | 2020년    | [ 16 ]            |
| 15=  | 천안 불당 시티프라디움 리더스 4차 402동           |      | 천안시 서북구 | 141m | 47층 | 2020년    | [ 17 ]            |
| 17   | 천안 펜타포트 102동                               |      | 천안시 서북구 | 139m | 41층 | 2011년    | [ 18 ] [ 19 ]     |
| 18   | 천안 불당 시티프라디움 3차 307동                  |      | 천안시 서북구 | 138m | 45층 | 2018년    | [ 20 ]            |
| 19=  | 천안역사 동아라이크텐 101동                       |      | 천안시 서북구 | 137m | 46층 | 2021년    | [ 21 ]            |
| 19=  | 천안역사 동아라이크텐 102동                       |      | 천안시 서북구 | 137m | 46층 | 2021년    | [ 22 ]            |
| 21=  | 힐스테이트 천안 101동                             |      | 천안시 동남구 | 136m | 44층 | 2021년    | [ 23 ]            |
| 21=  | 힐스테이트 천안 102동                             |      | 천안시 동남구 | 136m | 44층 | 2021년    | [ 24 ]            |
| 23   | 천안불당 시티프라디움 3차 308동                   |      | 천안시 서북구 | 133m | 44층 | 2018년    | [ 25 ]            |
| 24=  | 탕정 트라팰리스 301동                             |      | 아산시 탕정면 | 124m | 39층 | 2009년    | [ 26 ]            |
| 24=  | 탕정 트라팰리스 304동                             |      | 아산시 탕정면 | 124m | 39층 | 2009년    | [ 27 ]            |
| 26=  | 천안불당 중흥S-클래스 프라디움레이크 2차 101동    |      | 천안시 서북구 | 121m | 40층 | 2016년    | [ 28 ]            |
| 26=  | 천안불당 중흥S-클래스 프라디움레이크 2차 102동    |      | 천안시 서북구 | 121m | 40층 | 2016년    | [ 29 ]            |
| 26=  | 천안불당 중흥S-클래스 프라디움레이크 2차 109동    |      | 천안시 서북구 | 121m | 40층 | 2016년    | [ 30 ]            |
| 26=  | 천안불당 중흥S-클래스 프라디움레이크 2차 110동    |      | 천안시 서북구 | 121m | 40층 | 2016년    | [ 31 ]            |
| 30=  | 탕정 트라팰리스 302동                             |      | 아산시 탕정면 | 120m | 38층 | 2009년    | [ 32 ]            |
| 30=  | 탕정 트라팰리스 303동                             |      | 아산시 탕정면 | 120m | 38층 | 2009년    | [ 33 ]            |
| 30=  | 탕정 트라팰리스 501동                             |      | 아산시 탕정면 | 120m | 38층 | 2009년    | [ 34 ]            |
| 33=  | 한들물빛도시 지웰시티 센트럴 푸르지오 2단지 201동 |      | 아산시 탕정면 | 119m | 40층 | 2022년    | [ 35 ]            |
| 33=  | 한들물빛도시 지웰시티 센트럴 푸르지오 2단지 204동 |      | 아산시 탕정면 | 119m | 40층 | 2022년    | [ 36 ]            |
| 33=  | 한들물빛도시 지웰시티 센트럴 푸르지오 2단지 301동 |      | 아산시 탕정면 | 119m | 40층 | 2022년    | [ 37 ]            |
| 33=  | 한들물빛도시 지웰시티 센트럴 푸르지오 2단지 302동 |      | 아산시 탕정면 | 119m | 40층 | 2022년    | [ 38 ]            |
| 33=  | 한들물빛도시 지웰시티 센트럴 푸르지오 2단지 303동 |      | 아산시 탕정면 | 119m | 40층 | 2022년    | [ 39 ]            |
| 33=  | 한들물빛도시 지웰시티 센트럴 푸르지오 2단지 304동 |      | 아산시 탕정면 | 119m | 40층 | 2022년    | [ 40 ]            |
| 33=  | 한들물빛도시 지웰시티 센트럴 푸르지오 2단지 305동 |      | 아산시 탕정면 | 119m | 40층 | 2022년    | [ 41 ]            |
| 33=  | 한들물빛도시 지웰시티 센트럴 푸르지오 2단지 306동 |      | 아산시 탕정면 | 119m | 40층 | 2022년    | [ 42 ]            |
| 41=  | 천안불당 중흥S-클래스 프라디움레이크 2차 103동    |      | 천안시 서북구 | 118m | 39층 | 2016년    | [ 43 ]            |
| 41=  | 천안불당 중흥S-클래스 프라디움레이크 2차 107동    |      | 천안시 서북구 | 118m | 39층 | 2016년    | [ 44 ]            |
| 41=  | 천안불당 중흥S-클래스 프라디움레이크 2차 108동    |      | 천안시 서북구 | 118m | 39층 | 2016년    | [ 45 ]            |
| 44=  | 탕정 트라팰리스 403동                             |      | 아산시 탕정면 | 117m | 37층 | 2009년    | [ 46 ]            |
| 44=  | 탕정 트라팰리스 503동                             |      | 아산시 탕정면 | 117m | 37층 | 2009년    | [ 47 ]            |
| 44=  | 탕정 트라팰리스 202동                             |      | 아산시 탕정면 | 117m | 37층 | 2009년    | [ 48 ]            |
| 47=  | 천안불당 중흥S-클래스 프라디움레이크 2차 104동    |      | 천안시 서북구 | 115m | 38층 | 2016년    | [ 49 ]            |
| 47=  | 천안불당 중흥S-클래스 프라디움레이크 2차 105동    |      | 천안시 서북구 | 115m | 38층 | 2016년    | [ 50 ]            |
| 47=  | 천안불당 중흥S-클래스 프라디움레이크 2차 106동    |      | 천안시 서북구 | 115m | 38층 | 2016년    | [ 51 ]            |
| 50   | 탕정 트라팰리스 401동                             |      | 아산시 탕정면 | 114m | 37층 | 2009년    | [ 52 ]            |

## 미완공 마천루

### 공사중인 마천루
이 목록은 현재 충청남도에서 공사가 진행중인 마천루이다.
| 이름                             | 상태   | 위치          | 높이 | 층수 | 완공 예정  | 비고   |
| -------------------------------- | ------ | ------------- | ---- | ---- | ---------- | ------ |
| 포레나 천안아산역 A동            | 공사중 | 아산시 배방읍 | 251m | 70층 | 2027년 3월 | [ 53 ] |
| 힐스테이트 천안역 스카이움 101동 | 공사중 | 천안시 서북구 | 160m | 49층 | 2027년 8월 |        |
| 힐스테이트 천안역 스카이움 102동 | 공사중 | 천안시 서북구 | 160m | 49층 | 2027년 8월 |        |
| 힐스테이트 천안역 스카이움 104동 | 공사중 | 천안시 서북구 | 160m | 49층 | 2027년 8월 |        |
| 힐스테이트 불당 더원 101동       | 공사중 | 천안시 서북구 | 159m | 49층 | 2027년 8월 | [ 54 ] |
| 힐스테이트 불당 더원 104동       | 공사중 | 천안시 서북구 | 159m | 49층 | 2027년 8월 | [ 55 ] |
| e편한세상 시티 천안아산역 B동    | 공사중 | 아산시 배방읍 | 153m | 46층 | 2026년 6월 | [ 56 ] |
| 트루엘 시그니처 천안역 101동     | 공사중 | 천안시 동남구 | 148m | 43층 | 2026년 7월 |        |
| 포레나 천안아산역 B동            | 공사중 | 아산시 배방읍 | -    | 63층 | 2027년 3월 | [ 57 ] |
| 포레나 천안아산역 C동            | 공사중 | 아산시 배방읍 | -    | 57층 | 2027년 3월 | [ 58 ] |
| 힐스테이트 불당 더원 102동       | 공사중 | 천안시 서북구 | -    | 47층 | 2027년 8월 | [ 59 ] |
| 힐스테이트 불당 더원 103동       | 공사중 | 천안시 서북구 | -    | 47층 | 2027년 8월 | [ 60 ] |
| 힐스테이트 천안역 스카이움 103동 | 공사중 | 천안시 서북구 | -    | 46층 | 2027년 8월 |        |
| 힐스테이트 천안역 스카이움 104동 | 공사중 | 천안시 서북구 | -    | 46층 | 2027년 8월 |        |
| 힐스테이트 천안역 스카이움 105동 | 공사중 | 천안시 서북구 | -    | 46층 | 2027년 8월 |        |
| e편한세상 시티 천안아산역 A동    | 공사중 | 아산시 배방읍 | -    | 42층 | 2026년 6월 | [ 56 ] |
| 트루엘 시그니처 천안역 102동     | 공사중 | 천안시 동남구 | -    | 41층 | 2026년 7월 |        |

### 계획중인 마천루
이 목록은 현재 충청남도에서 계획이 진행중인 마천루이다.
| 이름                                    | 위치          | 높이 | 층수 | 완공 예정 | 비고 |
| --------------------------------------- | ------------- | ---- | ---- | --------- | ---- |
| 천안 쌍용동 주상복합                    | 천안시 서북구 | 260m | 69층 | 2026년    |      |
| 불당동 1413번지 오피스텔                | 천안시 서북구 | 186m | 49층 | 2026년    |      |
| 불당동 1479-1번지 오피스텔              | 천안시 서북구 | 175m | 47층 | -         |      |
| 루센트리 천안                           | 천안시 동남구 | 166m | 49층 | -         |      |
| 봉명동 49-13번지 일원 주상복합          | 천안시 동남구 | 164m | 49층 | -         |      |
| 장재리 1810번지 오피스텔                | 아산시 배방읍 | 162m | 49층 | -         |      |
| 문화구역 재개발                         | 천안시 동남구 | 160m | 49층 | -         |      |
| 장재리 1713번지 오피스텔                | 아산시 배방읍 | 158m | 48층 | -         |      |
| 성정동 196-16번지 일원 주상복합         | 천안시 서북구 | 158m | 29층 | -         |      |
| 성정동 197-1번지 일원 주상복합          | 천안시 서북구 | 157m | 45층 | -         |      |
| 힐스테이트 아산 센트럴                  | 아산시 온천동 | 155m | 49층 | -         |      |
| 온천동 40-1번지 일원 주상복합           | 아산시 온천동 | 155m | 48층 | -         |      |
| 권곡동 555-1번지 일원 주상복합          | 아산시 권곡동 | 153m | 49층 | -         |      |
| 영성동 102번지 일원 주상복합            | 천안시 동남구 | 152m | 48층 | -         |      |
| 권곡동 594-1번지 일원 주상복합          | 아산시 권곡동 | 151m | 49층 | -         |      |
| 배방지구 업무시설용지 13-2블록 오피스텔 | 아산시 배방읍 | 149m | 49층 | -         |      |
| 배방지구 업무시설용지 12블록 오피스텔   | 아산시 배방읍 | 147m | 48층 | -         |      |
| 오룡동 20번지 일원 주상복합             | 천안시 동남구 | 145m | 45층 | -         |      |
| 성정동 212-2번지 일원 주상복합          | 천안시 서북구 | 144m | 47층 | -         |      |
| 대흥4구역 도시환경정비사업              | 천안시 동남구 | 141m | 49층 | -         |      |
| 엘리프 오룡                             | 천안시 동남구 | 138m | 49층 | -         |      |
| 천안역세권 혁신지구 주상복합            | 천안시 서북구 | 132m | 40층 | -         |      |
| 온천동 73-3번지 일원 주상복합           | 아산시 온천동 | 127m | 39층 | -         |      |

### 취소된 마천루
이 목록은 충청남도에서 건설이 취소된 215m 이상의 마천루이다.
| 이름             | 위치          | 높이 | 층수  | 비고 |
| ---------------- | ------------- | ---- | ----- | ---- |
| 천안 스마트 타워 | 천안시 동남구 | 473m | 103층 |      |
| 마블러스 파크    | 아산시 배방읍 | 215m | 48층  |      |

## 같이 보기
- 충청남도
- 마천루 목록
- 아시아의 마천루 목록
- 대한민국의 마천루 목록